# Human, Space, Time and Human
Pour plus de détails, voir Fiche technique et Distribution.
Human, Space, Time and Human (인간, 공간, 시간 그리고 인간, Inkan, gongkan, sikan grigo inkan) est un film sud-coréen écrit, produit et réalisé par Kim Ki-duk, sorti en 2018.

## Synopsis
Un navire de guerre perdu au milieu de l'océan accueille des passagers au tempérament très différent. Alors que les tensions s'exacerbent et que des événements étranges se produisent, chacun laisse jaillir ses pulsions les plus sombres. Très vite, personne ne semble vraiment moral ou innocent.

## Fiche technique
- Titre : Human, Space, Time and Human
- Titre original : 인간, 공간, 시간 그리고 인간 (Inkan, gongkan, sikan grigo inkan)
- Réalisation : Kim Ki-duk
- Scénario : Kim Ki-duk
- Photographie : Lee Jeong-in
- Musique : Park In-young
- Production : Kim Ki-duk et Kim Dong-hoo
- Société de production : Kim Ki-duk Film
- Pays d'origine : Corée du Sud
- Langues originales : coréen, japonais
- Format : couleur - 1.85 : 1 - Dolby Digital - 35 mm
- Genre : drame
- Durée : 122 minutes
- Dates de sortie :
  -  Allemagne : 17 février 2018 à la Berlinale
  -  Japon : 20 mars 2020

## Distribution
- Mina Fujii : Eve
- Jang Geun-suk : Adam
- Ahn Sung-ki : le vieil homme
- Lee Sung-jae : le père d'Adam
- Ryoo Seung-bum : le chef de gang
- Sung Ki-youn : le capitaine
- Joe Odagiri : le petit-ami d'Eve
- Woo Ki-hoon : Ki-seok
- Kim Dong-chan
- Ahn Philip
- Lee Yoo-joon
- Tae Hang-ho
- Son Fe-ya
- Park Se-in

## Sortie
Le film est présenté dans la section Panorama de la Berlinale 2018 ainsi qu'au BIFFF la même année.
Toutefois, à la suite des accusations pour violences physiques et sexuelles entourant Kim Ki-duk, la sortie en salles est reportée à une date indéterminée.